# Tudora (Botoșani)
Pour les articles homonymes, voir Tudora.
Tudora est une commune du județ de Botoșani en Roumanie.